# Neurigona
Neurigona är ett släkte av tvåvingar. Neurigona ingår i familjen styltflugor.

## Dottertaxa tillNeurigona, i alfabetisk ordning[1][2]
- Neurigona abdominalis
- Neurigona aestiva
- Neurigona alajuela
- Neurigona albitarsis
- Neurigona albospinosa
- Neurigona aldrichii
- Neurigona americana
- Neurigona angulata
- Neurigona anomaloptera
- Neurigona aragua
- Neurigona arcuata
- Neurigona argentifacies
- Neurigona australis
- Neurigona bicolor
- Neurigona biflexa
- Neurigona bivittata
- Neurigona borneoensis
- Neurigona brasiliensis
- Neurigona brevitibia
- Neurigona bullata
- Neurigona californica
- Neurigona cantareira
- Neurigona carbonifer
- Neurigona centralis
- Neurigona chetitarsa
- Neurigona ciliata
- Neurigona cilimanus
- Neurigona cilipes
- Neurigona cinereicollis
- Neurigona composita
- Neurigona concaviuscula
- Neurigona coruscans
- Neurigona crinitarsis
- Neurigona cyanescens
- Neurigona dahli
- Neurigona davshinica
- Neurigona deformis
- Neurigona denudata
- Neurigona derelicta
- Neurigona dimidiata
- Neurigona disjuncta
- Neurigona dobrogica
- Neurigona erichsoni
- Neurigona euchroma
- Neurigona exemta
- Neurigona febrilata
- Neurigona flava
- Neurigona flavella
- Neurigona floridula
- Neurigona fuscalaris
- Neurigona fuscicosta
- Neurigona gemina
- Neurigona georgianus
- Neurigona grisea
- Neurigona grossa
- Neurigona grossicauda
- Neurigona guanacasta
- Neurigona guangdongensis
- Neurigona guangxiensis
- Neurigona guizhouensis
- Neurigona hachaensis
- Neurigona helva
- Neurigona henana
- Neurigona infuscata
- Neurigona jacobsoni
- Neurigona jiangsuensis
- Neurigona kasparyani
- Neurigona lamellata
- Neurigona lamprostethus
- Neurigona latifacies
- Neurigona lienosa
- Neurigona limonensis
- Neurigona lineata
- Neurigona lobata
- Neurigona longipalpa
- Neurigona longipes
- Neurigona longitarsis
- Neurigona maculata
- Neurigona maculosa
- Neurigona magnipalpa
- Neurigona melini
- Neurigona micra
- Neurigona micropyga
- Neurigona mongolensis
- Neurigona montebello
- Neurigona nervosa
- Neurigona nigrimanus
- Neurigona nigritibialis
- Neurigona ninae
- Neurigona nitida
- Neurigona nubifer
- Neurigona obscurata
- Neurigona orbicularis
- Neurigona ornata
- Neurigona ornatipes
- Neurigona pallida
- Neurigona pectinata
- Neurigona pectinulata
- Neurigona pectoralis
- Neurigona perbrevis
- Neurigona perplexa
- Neurigona pitilla
- Neurigona planipes
- Neurigona plumitarsis
- Neurigona plumitasis
- Neurigona pressitarsis
- Neurigona procera
- Neurigona pseudobanksi
- Neurigona pseudolongipes
- Neurigona pullata
- Neurigona punctifera
- Neurigona purulha
- Neurigona qingchengshana
- Neurigona quadrifasciata
- Neurigona rubella
- Neurigona saititarsis
- Neurigona semilata
- Neurigona sergii
- Neurigona shennongjiana
- Neurigona signata
- Neurigona signifer
- Neurigona sirena
- Neurigona smithi
- Neurigona spiculifera
- Neurigona squamifera
- Neurigona starki
- Neurigona subcilipes
- Neurigona subnervosa
- Neurigona suturalis
- Neurigona tarsalis
- Neurigona tatjanae
- Neurigona tatumbia
- Neurigona tenuicauda
- Neurigona tenuis
- Neurigona terminalis
- Neurigona torrida
- Neurigona transversa
- Neurigona tridens
- Neurigona unicalcarata
- Neurigona unicinata
- Neurigona unicolor
- Neurigona uralensis
- Neurigona valgusa
- Neurigona verarichterae
- Neurigona wui
- Neurigona xiangshana
- Neurigona xiaolongmensis
- Neurigona xizangensis
- Neurigona xui
- Neurigona yacambo
- Neurigona yunnana
- Neurigona zhangae
- Neurigona zhejiangensis
- Neurigona zionensis